# دیک دیویس
دیک دیویس (به انگلیسی: Dick Davis) (متولد ۱۸ آوریل ۱۹۴۵ در پرتسموث) دوستدار ایران، ایران‌شناس، نویسنده، شاعر، مترجم و استاد دانشگاه انگلیسی-آمریکایی است. وی به جنبش ادبی نئوفرمالیسم گرایش دارد.

## تحصیلات
دیک دیویس در رشته ادبیات انگیسی از دانشگاه کمبریج فارغ‌التحصیل شد. سپس به اخذ درجه دکتری در رشته ادبیات فارسی از دانشگاه منچستر نایل آمد.

## زندگی شخصی
دیویس که اندکی قبل از پایان جنگ جهانی دوم در یک خانواده کارگری از پدر و مادری انگلیسی و ایتالیایی متولد شد، در یورک‌شر و در دهکده ماهیگیری ویترنسی در دهه ۱۹۵۰ بزرگ شد، و اولین عضو خانواده اش بود که به دانشگاه رفت. کمی قبل از فارغ التحصیلی از دانشگاه کمبریج، دیویس از خودکشی برادر خود که مبتلا به اسکیزوفرنی بود دلشکسته شد و تصمیم گرفت برای زندگی و تدریس به خارج از کشور برود.
دیویس پس از تدریس در یونان و ایتالیا، در سال ۱۹۷۰ برای دیدار دوستی به ایران سفر کرد. در طول اقامت خود در ایران بیمار شد. بعد از بهبود با دختری ایرانی به نام افخم دربندی که پرستاری وی را در دوران بیماری به عهده داشت در سال ۱۳۵۳ ازدواج کرد. حاصل ازدواجش دو دختر به نام مریم و مهری می‌باشد. دیک دیویس مدت هشت سال در ایران زندگی کرد، زبان فارسی را یادگرفت و بعدها در دانشگاه تهران به تدریس پرداخت. بعد از انقلاب ۱۳۵۷ ش، به همراه خانواده اش ایران را ترک کرد. او ابتدا به انگلستان و سپس به آمریکا مهاجرت کرد و تصمیم گرفت تا ترجمه بسیاری از بزرگترین شاهکارهای شعر کهن و جدید فارسی را به انگلیسی آغاز کند.

## فعالیت‌های شغلی
وی در دانشگاه تهران و سپس در دانشگاه درهام و نیو کاستل در انگلیس و دانشگاه کالیفرنیا (سانتا باربارا) تدریس کرده‌است. دیک دیویس در حال حاضر در دانشگاه اوهایو به تدریس ادبیات فارسی مشغول است. علاوه بر تدریس به عنوان نویسنده و مترجم بیش از بیست اثر ادبی از خود بجای گذاشته است. وی چندین اثر ادبی منظوم را از زبان ایتالیایی و زبان فارسی ترجمه نموده و همچنین خود نیز آثاری به شعر نگاشته است.

## آثار

### تألیف
- خنیاگری در باغ: جستارهایی درباره‌ی ترجمه‌ی ادبیات کلاسیک پارسی به انگلیسی، دیک دیویس، ترجمهٔ مصطفی حسینی، تهران: آگه، ۱۳۹۸
- حماسه و نافرمانی: درباره شاهنامه فردوسی، دیک دیویس، ترجمه سهراب طاووسی، تهران، انتشارات ققنوس، ۱۳۹۶.

- Dick Davis (15 June 2009). Belonging: Poems. Ohio University Press. ISBN 978-0-8040-4005-1.
- Dick Davis (1 June 2009). A Trick of Sunlight: Poems. Ohio University Press. ISBN 978-0-8040-4025-9.
- Rejected Narratives and Transitional Crises within the Shāhnāme, International Shāhnāme Conference, The Second Millennium: Conference Volume, Uppsala: Acta Universitatis Upsaliensis, 2014.

### ترجمه
- The Conference of the Birds. شعر ترجمه شده از کتاب عطار نیشابوری (به شعر) لندن ۱۹۸۴ با همکاری افخم دربندی. چاپ بیستم در سال ۲۰۰۳
- The Rubaiyat of Omar Khayyam. رباعیات خیام، لندن ۱۹۸۹ترجمه ادواردز فیتز جرالد. با مقدمه، ضمیمه و واژه‌نامه دیک دیویس.
- The Legend of Seyavash. افسانه سیاوش، شعری از شاهنامه فردوسی چاپ ۱۹۹۲ و تجدید چاپ ۱۹۹۵
- My Uncle Napoleon. دایی جان ناپلئون، نوشته ایرج پزشک‌زاد. ژوئیه ۱۹۹۶ تجدید چاپ نوامبر ۱۹۹۶ و ۲۰۰۶
- Medieval Persian Epigrams. صدو پنجاه شعر کهن فارسی چاپ ۱۹۹۶
- The Lion and the Throne. در سه جلد در برگیرنده داستان‌های شاهنامه فردوسی نوامبر ۱۹۹۷
- Fathers and Sons. داستان‌هایی از شاهنامه فردوسی.[۴] جلد دوم سال ۲۰۰۰.
- Panthea’s Children: Hellenistic. داستان‌های عاشقانه قدیم ایرانی. چاپ ۲۰۰۲
- Sunset of Empire. داستان‌هایی از شاهنامه فردوسی چاپ ۲۰۰۴
- The Shahnameh: the Persian Book of Kings. شاهنامه فردوسی، چاپ ۲۰۰۶
- Vis and Ramin. ویس و رامین شعرهایی از فخرالدین اسعد گرگانی شاعر ایرانی. سال ۲۰۰۸[۵]

## جوایز
- جایزه The British Institute of Persian Studies برای ترجمه منطق الطیر عطار در سال ۱۹۸۱
- جایزه (AIIS (American Institute of Iranian Studies برای ترجمهٔ کتاب «دایی‌جان ناپلئون»، می ۲۰۰۰ (میلادی)[۶].
- جایزهEncyclopaedia Iranica برای «خدمت به ادبیات فارسی» مارس ۲۰۰۱
- جایزه AIIS Translation برای ترجمه The Conference of the Birds به همراه افخم دربندی می ۲۰۰۱
- جایزه National Endowment for the Humanities برای ترجمه جلد سوم شاهنامه فردوسی سال ۲۰۰۲
- ترجمه The Shahnameh به عنوان «کتاب سال» توسط واشینگتن پست سال ۲۰۰۶[۷]